# Cataglyphis fortis
Cataglyphis fortis là một loài kiến sa mạc trong chi Cataglyphis. được tìm thấy ở Tunisia đây loài kiến thường làm tổ ở các hồ muối khắc nghiệt tại Tunisia, chúng được đánh giá cao bởi khả năng nhận biết và tính toán được cả số học lẫn hình học.

## Khả năng
Khi bị lạc trên sa mạc đây lại là điều dễ dàng với kiến sa mạc. Sau khi rời khỏi tổ để đi tìm thức ăn, chúng có thể tìm được đường về mà không cần mốc chỉ dẫn nhờ sử dụng một trong 2 thủ thuật dựa vào dấu hiệu thị giác hoặc mùi hương. Mấu chốt vấn đề nằm ở kết quả quá trình tiến hóa của loài kiến sa mạc khả năng định hình về hình học, nó có thể tính toán vị trí hiện tại từ quỹ đạo xuất phát và quay trở lại điểm bắt đầu bằng chính con đường đó.
Đồng thời xác định hướng bằng cách tính góc giữa đường chúng đi và vị trí của mặt trời dựa vào quy tắc tương tự quy tắc lượng giác. Chúng liên tục cập nhật các tính toán để phù hợp với mặt trời ở các thời điểm khác nhau trong ngày nhờ vào hệ thống gồm khoảng 250.000 tế bào thần kinh. Sau khi xác định được đường đi, kiến sa mạc tiến hành ước lượng khoảng cách bằng cách đếm bước chân.